# Евгений Тимаев
Евгений Матвеевич Тимаев (на руски: Евгений Тимаев) е руски археолог и дипломат, служил на Балканите и в Близкия изток в края на XIX – началото на XX век.

## Биография
Тимаев е роден в 1838 година в семейството на придворния учител Матвей Тимаев.
Постъпва на служба в Министерството на външните работи в 1862 година. Работи като секретар и драгоман на руското консулство в Битоля от 1863 до 1866 година, като от януари до септември 1863 и в 1864 – 1865 година замества консула Михаил Хитрово, който е в отпуск.
През август 1866 година Тимаев поставя началото на руското дипломатическо присъствие в Призрен, като заема поста на вицеконсул в новооткритото руско консулство. На този пост остава до края на 1869 година, когато, вследствие на развита мания за преследване от страна на местните мюсюлмани, напуска.